# Caryomyia glauciglobus
Caryomyia glauciglobus är en tvåvingeart som beskrevs av Gagne 2008. Caryomyia glauciglobus ingår i släktet Caryomyia och familjen gallmyggor. Inga underarter finns listade i Catalogue of Life.